# Xcas

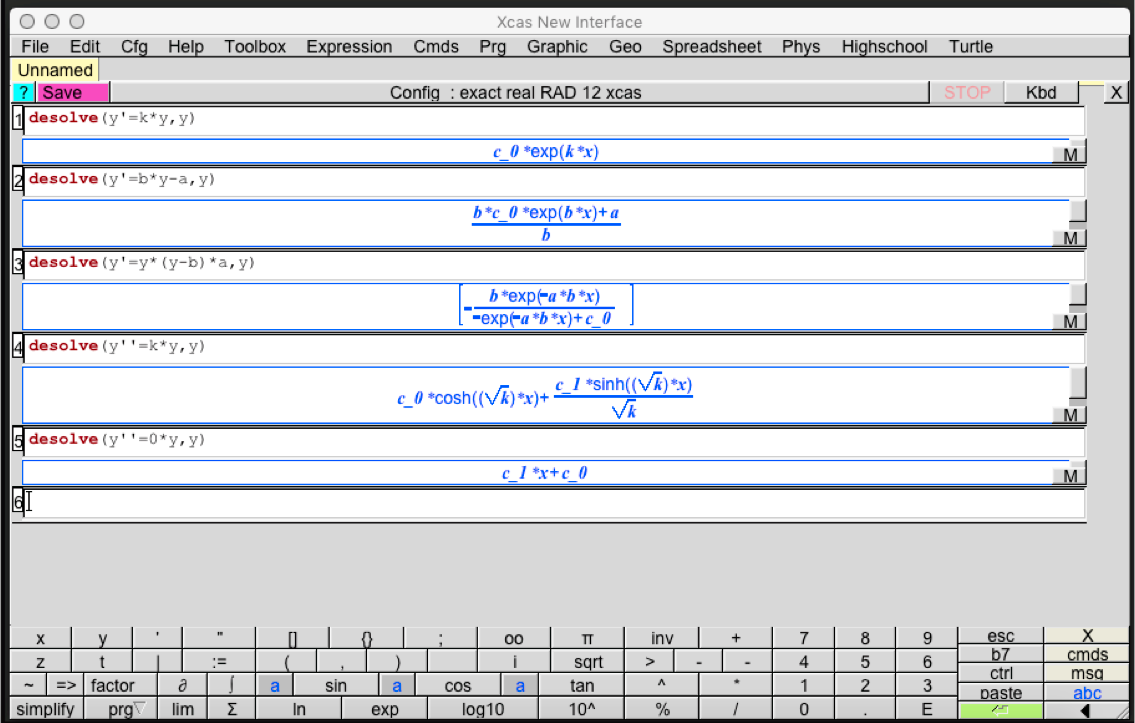
Xcas dokáže vyřešit diferenciální rovnice

Xcas (otevřený software) je počítačový program pro použití v matematice. Xcas je v podstatě uživatelské rozhraní giac, které je základním systémem počítačové algebry (CAS). Giac je napsán v programovacím jazyce C++.

## OS
pro systémy Microsoft Windows, Apple macOS a Linux / Unix

## Funkce (výňatky)
Xcas může vyřešit rovnice a kreslit grafy.
- Rovnice: solve(rovnice,x)
- Diferenciální počet: diff(ffwythiant,x)
- Integrální počet: int(ffwythiant,x)
- Separace proměnných: split((x+1)*(y-2),[x,y]) = [x+1,y-2]
- Diferenciální rovnice: desolve(y'=k*y,y)

## Historie
Xcas a Giac jsou projekty s otevřeným zdrojovým kódem vyvinuté skupinou, kterou vede Bernard Parisse na univerzitě Joseph Fourier v Grenoble (Isère) ve Francii od roku 2000. Xcas a Giac jsou založeny na zkušenostech získaných z předchozího projektu Erable.